# أوت رايت غيمز
أوت رايت غيمز، هي شركة بريطانية لنشر ألعاب الفيديو، تأسست سنة 2016، وتقع مقرها في العاصمة البريطانية لندن.